# Barcebal
Barcebal es una localidad de la provincia de Soria, partido judicial de El Burgo de Osma, Comunidad Autónoma de Castilla y León, España. Forma parte de la comarca Tierras del Burgo, que pertenece al municipio de Burgo de Osma-Ciudad de Osma.
Desde el punto de vista jerárquico de la Iglesia católica forma parte de la diócesis de Osma, la cual, a su vez, pertenece a la archidiócesis de Burgos.

## Historia
En el censo de 1879, ordenado por el conde de Floridablanca,  figuraba como lugar  del Partido de El Burgo de Osma en la Intendencia de Soria,  con jurisdicción de realengo y bajo la autoridad del alcalde pedáneo.  Contaba con 114 habitantes.
Sebastián Miñano  lo describe a principios del siglo XIX como lugar, conocido entonces como Barceval de realengo en el partido de El Burgo de Osma, obispado de Osma, con  alcalde pedáneo, 27 vecinos, 131 habitantes; una parroquia aneja de Barcevalejo.
A la caída del Antiguo Régimen la localidad se constituye en municipio constitucional, en la región de Castilla la Vieja, para posteriormente integrarse en El Burgo de Osma.
en el año 2022 hay residiendo de forma continuada durante todo el año 3 habitantes

## Demografía
En el año 1981 contaba con 36 habitantes, concentrados en el núcleo principal, pasando a 11 en 2024, 6 varones y 5 mujeres. No obstante, hay que indicar que este número no es completamente real, puesto que algunos de sus habitantes figuran dentro del censo de El Burgo de Osma, población a 9 km a la que está agregada como pedanía.

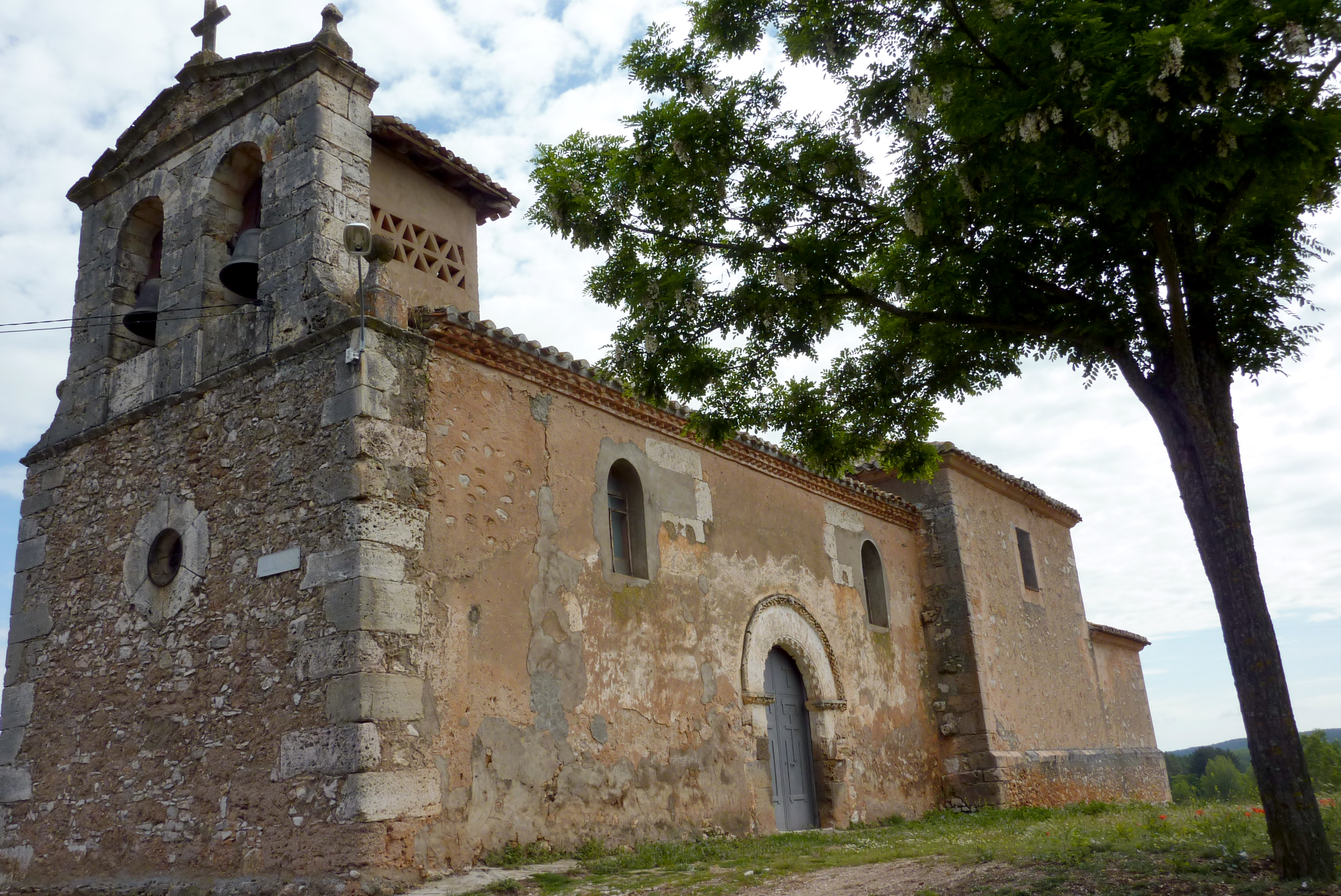
Iglesia Nuestra Señora del Espino de Barcebal

| Gráfica de evolución demográfica de Barcebal entre 2000 y 2024                                   |
|                                                                                                  |
| Población de derecho (2000-2019) según los censos de población del INE a 1 de enero de cada año. |